# Jean-Louis de Rambures
Jean-Louis de Rambures (* 19. Mai 1930 in Paris; † 20. Mai 2006 in Vaudricourt (Somme)) war ein französischer Journalist, Autor, Übersetzer und Kulturattaché. Sein voller Name lautete: Jean-Louis Vicomte de Bretizel Rambures.

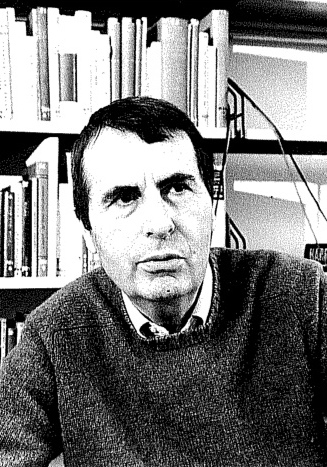
Jean-Louis de Rambures

## Leben
Seine Eltern waren Lucille Calogera, eine Brasilianerin, und ihr Ehemann, der picardische Graf Bernard de Bretizel Rambures. Er lernte nicht nur ihre Sprachen, Portugiesisch und Französisch, sondern kam auch schon früh in Kontakt mit der deutschen Sprache und Literatur, die er später sehr erfolgreich übersetzen sollte. 
Nach seiner Schulzeit in Toulouse und Paris besuchte er Universitäten in Paris und Tübingen und schloss seine Studien ab mit einem Diplom de l´Institut d’Études Politiques de Paris, einer Licence en droit sowie einer Licence d’allemand.
1958 begann er, für die Monatszeitschrift Realités zu arbeiten, für die er mehrere Künstlerporträts verfasste, z. B. von Herbert von Karajan, Karlheinz Stockhausen, Luchino Visconti u. a.
Ab 1968 schrieb er für das Kunstmagazin Connaissances des Arts, L’Express und die Tageszeitung Le Monde, die über 25 Jahre lang seine Beiträge druckte. Sein besonderes Interesse galt der Arbeitsweise von Autoren und der Entstehung von Literatur. Daher nahm er Kontakt zu zahllosen Schriftstellern und Schriftstellerinnen seiner Zeit auf, und so unterschiedliche Autoren wie Roland Barthes, Julien Gracq, Jean-Marie Gustave Le Clézio, Hélène Cixous, Herta Müller, Ernst Jünger, Thomas Bernhard, Günter Grass und Heinrich Böll und viele andere antworteten ihm und empfingen ihn zu Gesprächen. Daraus ging sein Hauptwerk hervor Comment travaillent les écrivains (Wie Schriftsteller arbeiten, Flammarion, Paris 1978), das Gespräche mit fünfundzwanzig Autoren enthält. Es wurde ins Japanische übertragen und erschien 1979 in Tokyo (Chuokoron-sha, Inc. Tokyo).
Seit Beginn der siebziger Jahre war de Rambures auch als Kulturattaché seines Landes in Bonn tätig, seit 1975 in der Kulturabteilung des französischen Außenministeriums. Zwischen 1987 und 1995 war er Direktor des Institut français, zunächst in Saarbrücken, dann in Frankfurt/M. Auch als Übersetzer machte er sich einen Namen, vor allem Paul Nizon wurde erst durch ihn dem französischen Publikum bekannt.

## Privates
Jean-Louis de Rambures lebte von 1988 bis zu seinem Tode mit dem Mediengestalter Hermann Bäumer (* 12. Juli 1940; † 27. Februar 2016) – zunächst in Saarbrücken und Frankfurt und ab 1994 auf dem Familiensitz der Rambures, dem Château de Poireauville in Vaudricourt/Picardie. De Rambures betonte stets, dass ohne die Hilfe seines Lebenspartners, den er 1978 in Köln kennen lernte, ein Großteil seiner Arbeiten nicht zustande gekommen wären. Auch der Erhalt und die Dokumentation des Œuvres, des umfangreichen Briefwechsels, der Tondokumente und anderer Materialien sind dem Wirken Bäumers zuzuschreiben.

## Auszeichnung
Jean-Louis de Rambures wurde ausgezeichnet als Chevalier des Arts et des Lettres und erhielt das Bundesverdienstkreuz erster Klasse der Bundesrepublik Deutschland.

## Schriften
- Jean-Louis de Rambures: Comment travaillent les écrivains. Flammarion, Paris 1978, ISBN 978-2-08-064030-7 (französisch).